# Paulo Santos Rocha
Paulo Barbosa dos Santos Rocha (Teresina, 9 de julho de 1947 – Teresina, 31 de outubro de 2012) foi um advogado, jornalista, professor, juiz do trabalho e político brasileiro, outrora deputado estadual pelo Piauí.

## Dados biográficos
Filho de Antônio dos Santos Rocha e Elmira Barbosa dos Santos Rocha. Advogado, jornalista e professor da Universidade Federal do Piauí. Em 1974 foi candidato a deputado estadual pela ARENA, mas não obteve êxito. Eleito pelo PMDB em 1982, foi quarto suplente de deputado federal em 1986. Secretário de Justiça no segundo governo Alberto Silva, deixou o cargo em 1988 para disputar, sem sucesso, a prefeitura de Altos via PDC.
Voltou a disputar uma cadeira de deputado estadual pelo PFL em 1990 sem que fosse eleito. Foi juiz da 1º Vara do Trabalho de Teresina até ser compulsoriamente aposentado pelo Conselho Nacional de Justiça em agosto de 2009.
Descendendo de uma família de políticos que atuaram pelo município de Altos, era sobrinho dos políticos José Barbosa e José Gil Barbosa pelo lado materno, ambos ex-deputados e ex-prefeitos. Seu pai foi eleito deputado estadual pelo Piauí por três legislaturas, sendo a primeira delas em 1947, quando o estado elegeu pela primeira vez desde 1928 o seu representante pelo voto direto, José da Rocha Furtado. Apesar de levar o mesmo sobrenome não tinha parentesco algum com o então governante. Antônio dos Santos Rocha se reelegeria ainda em 1950 e 1954, sempre com votações crescentes. Em 1947 eleito com 1.685 votos; 1950 com 2.616 votos e 1954 com 3.423 votos.
Faleceu vítima de câncer no cérebro.